# Spondylomorum
Spondylomorum, rod slatkovodnih zelenih algi iz porodice Spondylomoraceae, dio reda Chlamydomonadales. Postoje dvije priznate vrste.

## Vrste
1. Spondylomorum caudatum J.Schiller
2. Spondylomorum quaternarium Ehrenberg